# 日本第三部門鐵道
在日本，第三部門鐵道（日语：第三セクター鉄道）指的是以第三部門方式，由沿線的地方政府及企業或中央政府等共同出資所成立的鐵道公司，是JR及私鐵和市营地下铁以外的另一種鐵道營運型態。
要注意的是第三部門鐵道並不能與第三種鐵道事業者混淆，而且多數情況下第三部門鐵道通常是第一種鐵道事業者。

## 分類
第三部門鐵道依成立原因分成下列幾類：
1. 依《國鐵再建法（日语：日本国有鉄道経営再建促進特別措置法）》的規定，日本國有鐵道及之後的JR將虧損的特定地方交通線分離，由地方成立第三部門鐵道公司接手經營。
2. 日本鐵道建設公團建設中但被凍結而停工的鐵路線（稱為「建設線」）也由第三部門鐵道公司接手復工興建、經營。
3. 依昭和45年（1970年）頒佈的《全國新幹線鐵道整備法》，整備新幹線開業之後，並行的國鐵/JR在來線由地方成立第三部門鐵道公司接手經營。
4. 虧損的私鐵路線由地方成立第三部門鐵道公司接手經營。
5. 臨海的貨運鐵道由國鐵（及之後的JR貨物）、地方政府及貨主共同出資成立的臨海鐵道公司。
6. 部份新設立的鐵道路線，包括新交通（日语：新交通）、單軌電車等，此類鐵道業者通常會加盟日本民營鐵道協會（日语：日本民営鉄道協会）。

## 列表
鋼索鐵道（索道等）公司不予列出。帶有※的是加盟第三部門鐵道等協議會的公司（35間） 。帶有★的是加盟日本民營鐵道協會的公司（可視為地方私鐵的場合）。

## 另見
- 地方交通線
- 赤字83線